# ماكدونالدية
ماكدونالدية (بالإنجليزية: McDonaldization)‏ هو مصطلح استخدمه عالم الاجتماع جورج ريتزر في كتابه تحت عنوان The McDonaldization of Society (ماكدونالدية المجتمع)، حيث يشرح كيف أن هذه الحالة تحدث عندما يكون للثقافة صفات تشبه مطاعم الوجبات السريعة. الماكدونالدية هي إعادة صياغة لمفهوم العقلانية، أو الانتقال من الأساليب التقليدية إلى الأساليب العقلانية في التفكير والإدارة العلمية. بينما استخدم ماكس فيبر أنموذج البيروقراطية ليوضح اتجاه هذا المجتمع المتغير، يرى ريتزر أن مطاعم الوجبات السريعة أصبحت أكثر توضيحاً كبارادايم معاصر من أنموذج البيروقراطية (Ritzer, 2004:553). في المجتمع المعاصر، مفهوم الماكدونالدية يحوز على الانتباه في مجالات مختلفة مثل الثقافة. فمسألة الماكدونالدية هي فكرة حديثة نسبياً عن اندماج الثقافات العالمية.

## العناصر
يوضح وضح جورج ريترز مكونات أساسية للماكدونالدية:
- الكفاءة : الطريقة المثلى للقيام بالعمليات. في هذا السياق، وضع ريتزر معنى محدد جداً للكفاءة. ففي مثال لعملاء ماكدونالدز، تكون الكفاءة الطريقة الأسرع للانتقال من حالة الجوع إلى الشبع. الكفاءة في الماكدونالدية تعني أن كل جزء من المنظمة مُوجه إلى تقليل الوقت دوماً.[2]
- قابلية الحساب : إمكانية العد والحساب للمواد والكميات والزبائن، بدلاً من أن يكون هناك معيار نوعي (مثل جودة الطعم). الماكدونالدية طورت مفهوم أن الكمية تساوي النوعية، وأن كمية كبيرة من المنتج المباع للعميل في فترة قصيرة هو شيء مساو لمنتج عالي النوعية. وهذا يسمح للناس لكي يحسبوا ما يحصلون عليه مقابل ما يدفعونه. المنظمات تريد عملاء يؤمنون بأنهم يحصلون على كمية كبيرة من المنتجات بقدر قليل من المال. العاملون في هذه المنظمات يُقيمون بطول الوقت الذي ينجزون فيه أعمالهم بدلاً من جودة العمل الذي يؤدونه.[2]
- قابلية التوقع أو التنبؤ : خدمات موحدة وتتبع معايير محددة. «قابلية التوقع» تعني أين ما توجه الشخص فإنه يتوقع الحصول على شكل مماثل للخدمات أو المنتجات مادام يتعامل مع ماكدونالدز. وهذا أيضاً ينطبق على العمال في هذه الشركات. فمهامهم مكررة للغاية، وروتينية للغاية، وقابلة للتوقع.[3]
- قابلية السيطرة : موظفون يلبسون ملابس موحدة ويتبعون كذلك معايير محددة.
- الثقافة: كجزء من التوحيد القياسي (Standardization)، يحصل التهجين الثقافي. بدخول ماكدونالدز دولة ما، أنماط المستهلكين وعاداتهم، من سلسلة الأكلات، إلى الثقافة المحلية.. كلها تتعرض للتغريب.[4]

مع هذه العمليات الخمس، يمكن أن تقود استراتيجة عقلانية في نطاق ضيق إلى نتائج مؤلمة وغير عقلانية. عملية "التحويل إلى ماكدونالدية" يمكن أن يتم تلخيصها بأنها الطريقة التي تتحول بها المبادئ التي تحكم عمل مطاعم الوجبات السريعة إلى أن تحكم قطاعات أكثر وأكثر من المجتمع الأمريكي وباقي العالم". (Ritzer, 1993:1)

## أللاعقلانية، إلى العقلانية
ريتزر أيضا يحدد «أللاعقلانية إلى العقلانية» كوجه خامس للماكدونالدية. «بتحديد أكثر، أللاعقلانية تعني أن الأنظمة العقلانية أنظمة غير منطقية. وبهذا أعني أنهم يرفضون الطبيعة البشرية الأساسية، العقل البشري، للناس الذين يعملون بالداخل أو أولئك الذين يخدمونهم.» (Ritzer 1994:154)
ريتزر عرض هذا في الفصل الثاني (ماضي، حاضر، ومستقبل الماكدونالدية: من القفص الحديدي إلى مصنع الوجبات السريعة، وما بعدها) من كتابه. حيث نص على أن «بالرغم من الميزات التي تقدمها، البيروقراطية تعاني من لاعقلانية المنطق. مثل مطعم وجبات سريعة، البيروقراطية تستطيع أن تكون مكان مجرد للإنسانية سواء للعمل، أو للخدمة». باختصار هي «الأوضاع التي لايتمكن فيها الناس من التصرف ككائنات بشرية».
ويذكر أيضاً أن وراء التجريد من الإنسانية، هناك العديد من الأمور أللاعقلانية التي تظهر، بما في ذلك الكمية الكبيرة الكبير غير الفعالة من الإجراءات البيروقراطية، القياس الكمي بما يؤدي إلى تدني نوعية العمل، وعدم القدرة على التوقع بما يجب على الموظفين فعله مع نمو عدد الموظفين، أو فقدان السيطرة بسبب أوجه قصور أخرى.

## ضد الماكندونالدية
العديد من الشركات بذلت مجهوداً لرفض تبرير الماكدونالدية. وهذه الجهود تتعلق بالتركيز على الجودة بدلاً من الكمية، والتمتع بعدم قابلية الخدمة أو المنتج للتوقع بالإضافة إلى توظيف عاملين أكثر مهارة وبدون أي سيطرة خارجية. العديد من المظاهرات كذلك خرجت في العديد من المدن الكبرى لرفض عملية الماكدونالدية حفاظاً على القيم والعادات المحلية.

## راجع أيضا
- أمركة
- عولمة
- الدراسات التنظيمية
- سوبر سايز مي